# Lasier Martins
Lasier Costa Martins (General Câmara, 14 de abril de 1942) é um político, advogado e jornalista brasileiro. Filiado ao Podemos, foi senador da República pelo Rio Grande do Sul de 2015 a 2023.
Entre 2013 e 2016 esteve no PDT e entre 2017 e 2019 foi filiado ao PSD.
Advogado de formação, trabalhou nas emissoras do Grupo RBS, uma das maiores empresas de comunicação do país, onde foi comentarista, especialmente, por quase três décadas no Jornal do Almoço, da RBS TV (afiliada da Rede Globo no Rio Grande do Sul).
Em 7 de outubro de 2013, anunciou seu desligamento do Grupo RBS para concorrer a uma vaga no Senado Federal nas eleições de 2014. Em 5 de outubro, foi eleito senador com 2 145 479 votos, ou 37,4% dos votos.

## Início de vida, educação e carreira
Lasier Martins nasceu em 14 de abril de 1942 em Vale Verde, um distrito de General Câmara, sendo um dos sete filhos do mecânico Antonio Pereira Martins e da dona de casa Pampolina da Costa Martins. Estudou o ensino primário e secundário na cidade de Montenegro. Iniciou sua carreira no jornalismo aos dezesseis anos, quando começou a trabalhar na então Rádio Montenegro, hoje Rádio América. Um ano depois, mudou-se para Porto Alegre e ingressou na Rádio Difusora.
Lasier é formado em direito pela Universidade Federal do Rio Grande do Sul (UFRGS), e, sem afastar-se do jornalismo, exerceu a advocacia por vinte anos. Mais tarde especializou-se na área civil e trabalhista.
Em 1986, começou a trabalhar na RBS TV, onde permaneceu por 27 anos e ficou famoso por tomar um choque na festa da uva. Ficou conhecido pelo público gaúcho como comentador do Jornal do Almoço. Também foi apresentador do programa Conversas Cruzadas (TVCOM), do Gaúcha Repórter na Rádio Gaúcha, do Debates do Rio Grande e atuou na Rádio Guaíba, TV Guaíba e Correio do Povo.

### Incidente
Em 2006, foi publicado, no site YouTube, um vídeo em que Lasier recebe um choque elétrico ao tocar em um cacho de uvas durante a Festa da Uva de 1996. O vídeo rapidamente ficou conhecido e teve quase seis milhões de visualizações em mais de 10 anos no ar. Em entrevista para o portal G1, o apresentador relatou que não achou graça na divulgação do vídeo em que é protagonista.

## Carreira política

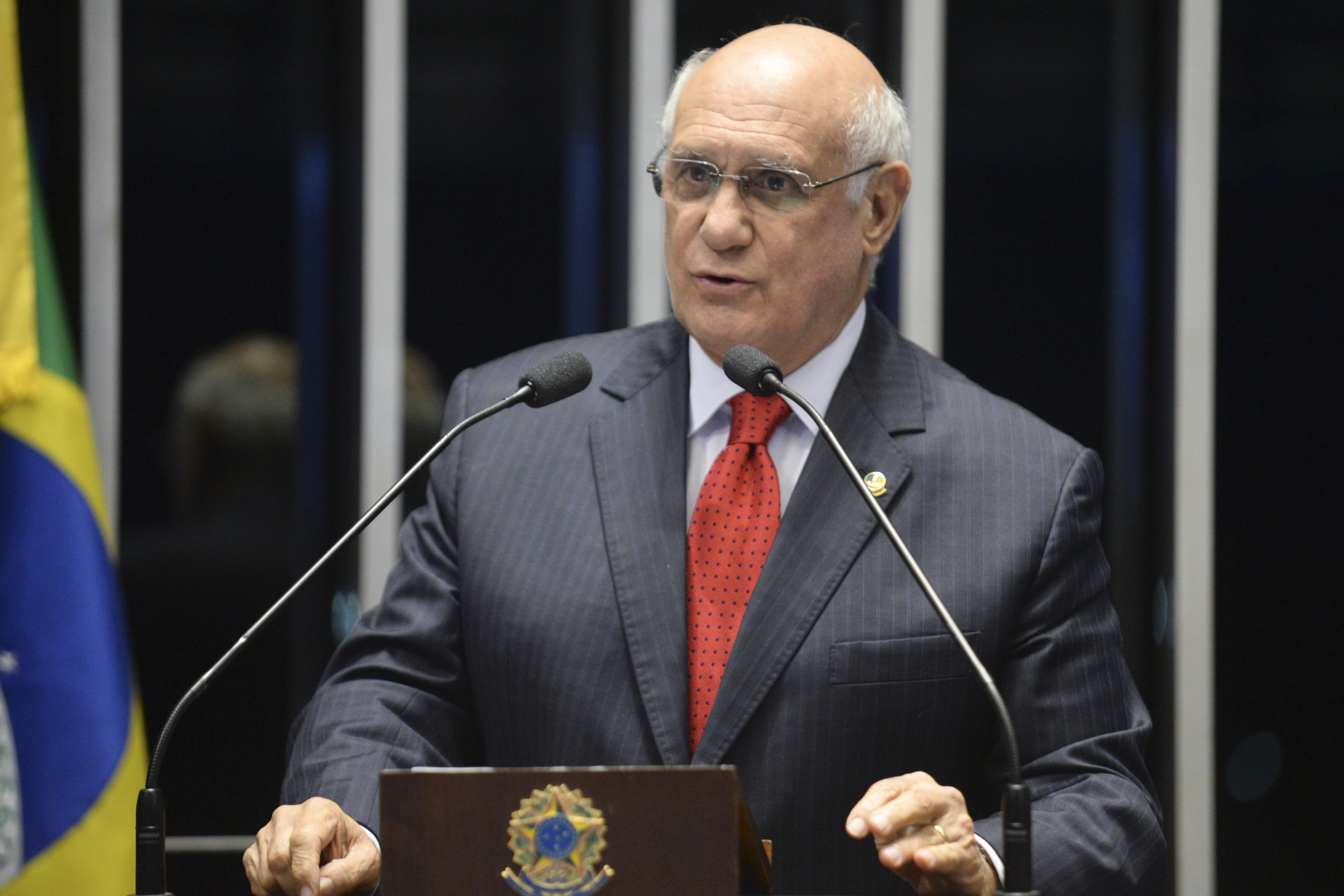
Lasier Martins discursando em março de 2016.

Em 7 de outubro de 2013, comunicou ao vivo, durante seu comentário no Jornal do Almoço, sua saída do Grupo RBS para se candidatar ao Senado Federal, pelo Partido Democrático Trabalhista (PDT) em 2014. O comunicado levou a uma representação contra o jornalista e ao Grupo RBS por propaganda eleitoral antecipada.
Seu principal adversário foi o ex-governador Olívio Dutra, do Partido dos Trabalhadores (PT). A disputa foi acirrada desde o início e as pesquisas indicavam um empate técnico durante a maior parte do tempo. Em 5 de outubro de 2014, Lasier foi eleito senador pelo Rio Grande do Sul com 2.145.479 votos (37,4% dos votos válidos), derrotando dois nomes tradicionais da política gaúcha, os ex-governadores Olívio Dutra (que recebeu 35,31%) e o senador Pedro Simon (do PMDB, que ficou com 16,08%).
Em 1º de fevereiro de 2015, tomou posse como senador. Ele foi titular das Comissões de Ciência, Tecnologia, Inovação, Comunicação e Informática; Educação, Cultura e Esporte; Serviços de Infraestrutura; Relações Exteriores e Defesa Nacional; Reforma Política; e do Conselho de Ética e Decoro Parlamentar. Apesar de seu partido ser afinado e ter ministros no Governo Dilma Rousseff, Lasier considerava-se independente em relação ao governo Dilma.
Em dezembro de 2016, votou a favor da PEC do Teto dos Gastos Públicos. No mesmo mês, anunciou sua saída do PDT após declarações do presidente da sigla, Carlos Lupi, defendendo a expulsão do senador por votar de forma contraria às orientações da legenda, como quando votou pelo impeachment da presidente Dilma Rousseff e a favor da PEC do Teto de Gastos Públicos. Em janeiro de 2017, acertou seu ingresso no Partido Social Democrático (PSD), com a garantia de assumir diversos cargos de destaque pelo partido no Senado e na direção da sigla no RS.
A jornalista Janice Santos, que no momento se encontrava em processo de separação de Lasier, prestou queixa em março de 2017 na Delegacia Especial de Atendimento à Mulher (DEAM), em Brasília, acusando-o de lesão corporal e injúria. Por conta da acusação, o ministro do STF Edson Fachin determinou que Martins se afastasse da residência que dividia com Santos e o proibiu de se aproximar desta e de seus familiares, e encaminhou o caso para a PGR se manifestar a respeito da abertura de inquérito. Em outubro de 2017, Fachin mandou arquivar o inquérito, afirmando que não existiam provas nem indícios de que a queixa da ex-esposa fossem verídicos.
Em julho de 2017, Lasier votou a favor da reforma trabalhista. No mesmo mês, votou a favor da cassação de Aécio Neves no conselho de ética do Senado. Em outubro de 2017, votou a contra a manutenção do mandato de Aécio Neves, mostrando-se favorável a decisão da Primeira Turma do Supremo Tribunal Federal no processo onde Neves é acusado de corrupção e obstrução da justiça.